# Lista statków typu Liberty według numeru kadłuba (1651–1800)
Ta strona przedstawia listę statków typu Liberty posortowaną według numeru kadłuba nadanego przez Komisję Morską (ang. Maritime Commission).
| Numer MC | Nazwa jednostki                                                | Patron                        | Typ jednostki | Położenie stępki | Wodowanie            | Los |
| -------- | -------------------------------------------------------------- | ----------------------------- | ------------- | ---------------- | -------------------- | --- |
| 1651     | SS "Josiah Nelson Cushing"                                     | Josiah Nelson Cushing         | standardowy   | 16 kwietnia 1943 | 8 maja 1943          | złomowany w 1967                                                                                               |
| 1652     | SS "John Burroughs"                                            | John Burroughs                | standardowy   | 17 kwietnia 1943 | 10 maja 1943         | złomowany w 1962                                                                                               |
| 1653     | SS "Charles Crocker"                                           | Charles Crocker               | standardowy   | 18 kwietnia 1943 | 11 maja 1943         | złomowany w 1965                                                                                               |
| 1654     | SS "John S. Casement"                                          | John S. Casement              | standardowy   | 22 kwietnia 1943 | 13 maja 1943         | sprzedany w prywatne ręce w 1947, uszkodzony i złomowany w 1967                                                |
| 1655     | SS "P. T. Barnum"                                              | P.T. Barnum                   | standardowy   | 23 kwietnia 1943 | 14 maja 1943         | złomowany w 1961                                                                                               |
| 1656     | SS "Thomas Oliver Larkin"                                      | Thomas Oliver Larkin          | standardowy   | 24 kwietnia 1943 | 16 maja 1943         | przekazany USN jako "Bootes" (AK-99), złomowany w 1973                                                         |
| 1657     | SS "Juan Bautistade Anza"                                      | Juan Bautistade Anza          | standardowy   | 26 kwietnia 1943 | 18 maja 1943         | przekazany USN jako "Lynx" (AK-100), złomowany w 1972                                                          |
| 1658     | SS "Lyman Stewart"                                             | Lyman Stewart                 | standardowy   | 27 kwietnia 1943 | 20 maja 1943         | złomowany w 1970                                                                                               |
| 1659     | SS "John Alden"                                                | John Alden                    | standardowy   | 28 kwietnia 1943 | 22 maja 1943         | złomowany w 1959                                                                                               |
| 1660     | SS "Clarence Darrow"                                           | Clarence Darrow               | standardowy   | 30 kwietnia 1943 | 23 maja 1943         | sprzedany w prywatne ręce w 1947, złomowany w 1968                                                             |
| 1661     | SS "Charles D. Poston"                                         | Charles D. Poston             | standardowy   | 2 maja 1943      | 25 maja 1943         | złomowany w 1971                                                                                               |
| 1662     | SS "Josiah Earl"                                               | Josiah Earl                   | standardowy   | 4 maja 1943      | 27 maja 1943         | sprzedany w prywatne ręce w 1947, złomowany w 1969                                                             |
| 1663     | SS "Franklin K. Lane"                                          | Franklin K. Lane              | standardowy   | 6 maja 1943      | 28 maja 1943         | złomowany w 1965                                                                                               |
| 1664     | SS "James H. McClintock"                                       | James H. McClintock           | standardowy   | 8 maja 1943      | 30 maja 1943         | przekazany USN jako "Kenmore" (AP-162), złomowany w 1973                                                       |
| 1665     | SS "Jacob S. Mansfield"                                        | Jacob S. Mansfield            | standardowy   | 9 maja 1943      | 31 maja 1943         | złomowany w 1970                                                                                               |
| 1666     | SS "David E. Hughes"                                           | David E. Hughes               | standardowy   | 10 maja 1943     | 31 maja 1943         | zatopiony z przestarzałą amunicją w 1970                                                                       |
| 1667     | SS "Billy Mitchell"                                            | Billy Mitchell                | standardowy   | 11 maja 1943     | 2 czerwca 1943       | złomowany w 1965                                                                                               |
| 1668     | SS "James Shields"                                             | James Shields                 | standardowy   | 13 maja 1943     | 5 czerwca 1943       | złomowany w 1971                                                                                               |
| 1669     | SS "Eugene B. Daskam"                                          | Eugene B. Daskam              | standardowy   | 14 maja 1943     | 6 czerwca 1943       | przekazany USN jako "Triangulum" (AK-102), złomowany w 1973                                                    |
| 1670     | SS "Andrew T. Huntington"                                      | Andrew T. Huntington          | standardowy   | 16 maja 1943     | 8 czerwca 1943       | sprzedany w prywatne ręce w 1947, rozbity i porzucony w 1970                                                   |
| 1671     | SS "D. W. Harrington"                                          | D. W. Harrington              | standardowy   | 18 maja 1943     | 10 czerwca 1943      | przekazany USN jako "Sculptor" (AK-103), złomowany w 1969                                                      |
| 1672     | SS "William F. MacLennan"                                      | William F. MacLennan          | standardowy   | 20 maja 1943     | 12 czerwca 1943      | złomowany w 1963                                                                                               |
| 1673     | SS "Wilfred Grenfell"                                          | Wilfred Grenfell              | standardowy   | 22 maja 1943     | 14 czerwca 1943      | złomowany w 1971                                                                                               |
| 1674     | SS "Florence Crittenton"                                       | Florence Crittenton           | standardowy   | 24 maja 1943     | 15 czerwca 1943      | złomowany w 1967                                                                                               |
| 1675     | SS "Joseph Priestley"                                          | Joseph Priestley              | standardowy   | 25 maja 1943     | 17 czerwca 1943      | złomowany w 1970                                                                                               |
| 1676     | SS "Stephen T. Mather"                                         | Stephen T. Mather             | standardowy   | 27 maja 1943     | 18 czerwca 1943      | złomowany w 1966                                                                                               |
| 1677     | SS "Frank Springer"                                            | Frank Springer                | standardowy   | 28 maja 1943     | 19 czerwca 1943      | złomowany w 1967                                                                                               |
| 1678     | SS "Finley Peter Dunne"                                        | Finley Peter Dunne            | standardowy   | 30 maja 1943     | 21 czerwca 1943      | sprzedany w prywatne ręce w 1947, złomowany w 1967                                                             |
| 1679     | SS "Marina Raskova"                                            | Marina Raskova                | standardowy   | 31 maja 1943     | 24 czerwca 1943      | złomowany w 1962                                                                                               |
| 1680     | SS "Charles A. Warfield"                                       | Charles A. Warfield           | standardowy   | 31 maja 1943     | 25 czerwca 1943      | złomowany w 1969                                                                                               |
| 1681     | SS "Stephen Vincent Benet"                                     | Stephen Vincent BenÈt         | standardowy   | 2 czerwca 1943   | 28 czerwca 1943      | złomowany w 1967                                                                                               |
| 1682     | SS "Stephen H. Long"                                           | Stephen H. Long               | standardowy   | 6 czerwca 1943   | 29 czerwca 1943      | złomowany w 1967                                                                                               |
| 1683     | SS "Anson P. K. Safford"                                       | Anson P. K. Safford           | standardowy   | 7 czerwca 1943   | 30 czerwca 1943      | złomowany w 1965                                                                                               |
| 1684     | SS "William R. Nelson"                                         | William R. Nelson             | standardowy   | 8 czerwca 1943   | 30 czerwca 1943      | przekazany USN jako "Naos" (AK 105), złomowany w 1971                                                          |
| 1685     | oryginalna: SS "Jacob Riis" Lend-Lease: SS "Samholt"           | Jacob Riis                    | standardowy   | 10 czerwca 1943  | 3 lipca 1943         | złomowany w 1959                                                                                               |
| 1686     | oryginalna: SS "John J. Ingalls" Lend-Lease: SS "Samson"       | John J. Ingalls               | standardowy   | 12 czerwca 1943  | 8 lipca 1943         | złomowany w 1961                                                                                               |
| 1687     | SS "Billy Sunday"                                              | Billy Sunday                  | standardowy   | 14 czerwca 1943  | 10 lipca 1943        | sprzedany w prywatne ręce w 1947, zatonął w 1963                                                               |
| 1688     | Oryginalna: SS "Granville Stuart" Lend-Lease: SS "Samaritan"   | Granville Stuart              | standardowy   | 15 czerwca 1943  | 11 lipca 1943        | sprzedany w prywatne ręce w 1947, złomowany w 1971                                                             |
| 1689     | SS "Zona Gale"                                                 | Zona Gale                     | standardowy   | 17 czerwca 1943  | 12 lipca 1943        | złomowany w 1964                                                                                               |
| 1690     | SS "Brand Whitlock"                                            | Brand Whitlock                | standardowy   | 18 czerwca 1943  | 13 lipca 1943        | sprzedany w prywatne ręce w 1947, złomowany w 1967                                                             |
| 1691     | SS "Vernon L. Kellogg"                                         | Vernon Lyman Kellogg          | standardowy   | 20 czerwca 1943  | 15 lipca 1943        | sprzedany w prywatne ręce w 1947, złomowany w 1971                                                             |
| 1692     | SS "Francis G. Newlands"                                       | Francis G. Newlands           | standardowy   | 7 czerwca 1943   | 6 lipca 1943         | złomowany w 1965                                                                                               |
| 1693     | SS "Ambrose Bierce"                                            | Ambrose Bierce                | standardowy   | 10 czerwca 1943  | 9 lipca 1943         | złomowany w 1958                                                                                               |
| 1694     | SS "James Fergus"                                              | James Fergus                  | standardowy   | 15 czerwca 1943  | 13 lipca 1943        | złomowany w 1970                                                                                               |
| 1695     | SS "William N. Byers"                                          | William N. Byers              | standardowy   | 20 czerwca 1943  | 17 lipca 1943        | sprzedany w prywatne ręce w 1947, złomowany w 1964                                                             |
| 1696     | SS "Joshua Hendy"                                              | Joshua Hendy                  | standardowy   | 24 czerwca 1943  | 20 lipca 1943        | złomowany w 1961                                                                                               |
| 1697     | SS "Marcus Daly"                                               | Marcus Daly                   | standardowy   | 28 czerwca 1943  | 24 lipca 1943        | trafiony przez kamikaze w zatoce Leyte w 1944, naprawiony, złomowany w 1968                                    |
| 1698     | SS "John Constantine"                                          | John Constantine              | standardowy   | 1 lipca 1943     | 28 lipca 1943        | sprzedany w prywatne ręce w 1947, złomowany w 1966                                                             |
| 1699     | SS "William F. Vilas"                                          | William F. Vilas              | standardowy   | 6 lipca 1943     | 31 lipca 1943        | sprzedany w prywatne ręce w 1947, złomowany w 1959                                                             |
| 1700     | SS "Myron T. Herrick"                                          | Myron T. Herrick              | standardowy   | 9 lipca 1943     | 4 sierpnia 1943      | złomowany w 1961                                                                                               |
| 1701     | SS "Ring Lardner"                                              | Ring Lardner                  | standardowy   | 13 lipca 1943    | 7 sierpnia 1943      | złomowany w 1959                                                                                               |
| 1702     | SS "Horace Wells"                                              | Horace Wells                  | standardowy   | 17 lipca 1943    | 12 sierpnia 1943     | sprzedany w prywatne ręce w 1947, przerobiony na pływający magazyn w Polsce w 1968                             |
| 1703     | SS "Winfield S. Stratton"                                      | Winfield S. Stratton          | standardowy   | 20 lipca 1943    | 15 sierpnia 1943     | złomowany w 1970                                                                                               |
| 1704     | SS "James Lick"                                                | James Lick                    | standardowy   | 24 lipca 1943    | 19 sierpnia 1943     | sprzedany w prywatne ręce w 1947, rozbity i złomowany w 1963                                                   |
| 1705     | SS "Floyd Bennett"                                             | Floyd Bennett                 | standardowy   | 28 lipca 1943    | 22 sierpnia 1943     | złomowany w 1970                                                                                               |
| 1706     | SS "David Belasco"                                             | David Belasco                 | standardowy   | 31 lipca 1943    | 26 sierpnia 1943     | złomowany w 1966                                                                                               |
| 1707     | SS "John S. Bassett"                                           | John S. Bassett               | standardowy   | 4 sierpnia 1943  | 29 sierpnia 1943     | sprzedany w prywatne ręce w 1947, złomowany w 1964                                                             |
| 1708     | SS "Joseph A. Holmes"                                          | Joseph A. Holmes              | standardowy   | 21 czerwca 1943  | 11 lipca 1943        | złomowany w 1965                                                                                               |
| 1709     | SS "Luther S. Kelly"                                           | Luther S. Kelly               | standardowy   | 23 czerwca 1943  | 14 lipca 1943        | sprzedany w prywatne ręce w 1947, złomowany w 1968                                                             |
| 1710     | SS "Charles N. McGroarty"                                      | Charles N. McGroarty          | standardowy   | 24 czerwca 1943  | 15 lipca 1943        | złomowany w 1959                                                                                               |
| 1711     | SS "Thomas M. Cooley"                                          | Thomas M. Cooley              | standardowy   | 26 czerwca 1943  | 17 lipca 1943        | sprzedany w prywatne ręce w 1951, rozbity i złomowany w 1967                                                   |
| 1712     | SS "John Evans"                                                | John Evans                    | standardowy   | 27 czerwca 1943  | 18 lipca 1943        | złomowany w 1961                                                                                               |
| 1713     | SS "Frank D. Phinney"                                          | Frank D. Phinney              | standardowy   | 28 czerwca 1943  | 21 lipca 1943        | sprzedany w prywatne ręce w 1947, złomowany w 1972                                                             |
| 1713     | SS "Samovar"                                                   | Samovar                       | standardowy   | 28 czerwca 1943  | 21 lipca 1943        | sprzedany w prywatne ręce w 1947, złomowany w 1972                                                             |
| 1714     | SS "William H. Allen"                                          | William H. Allen              | standardowy   | 30 czerwca 1943  | 22 lipca 1943        | zatopiony aby stworzyć sztuczną rafę w pobliżu Freeport TX 1976                                                |
| 1715     | SS "Melville E. Stone"                                         | Melville E. Stone             | standardowy   | 2 lipca 1943     | 24 lipca 1943        | storpedowany i zatopiony w pobliżu Panamy w 1943                                                               |
| 1716     | SS "Henry V. Alvarado"                                         | Henry V. Alvarado             | standardowy   | 4 lipca 1943     | 26 lipca 1943        | sprzedany w prywatne ręce w 1947, złomowany w 1971                                                             |
| 1717     | SS "George Inness"                                             | George Inness                 | standardowy   | 6 lipca 1943     | 28 lipca 1943        | sprzedany w prywatne ręce w 1947, złomowany w 1961                                                             |
| 1717     | SS "Sambre"                                                    | Sambre                        | standardowy   | 6 lipca 1943     | 28 lipca 1943        | sprzedany w prywatne ręce w 1947, złomowany w 1961                                                             |
| 1718     | SS "H. G. Blasdel"                                             | H. G. Blasdel                 | standardowy   | 8 lipca 1943     | 30 lipca 1943        | storpedowany w kanale La Manche w 1944, złomowany w 1947                                                       |
| 1719     | SS "Thomas C. Power"                                           | Thomas C. Power               | standardowy   | 10 lipca 1943    | 31 lipca 1943        | złomowany w 1965                                                                                               |
| 1720     | SS "William Matson"                                            | William Matson                | standardowy   | 11 lipca 1943    | 2 sierpnia 1943      | złomowany w 1962                                                                                               |
| 1721     | SS "Brander Matthews"                                          | Brander Matthews              | standardowy   | 14 lipca 1943    | 4 sierpnia 1943      | sprzedany w prywatne ręce w 1947, złomowany w 1967                                                             |
| 1722     | SS "William Keith"                                             | William Keith                 | standardowy   | 15 lipca 1943    | 6 sierpnia 1943      | złomowany w 1966                                                                                               |
| 1723     | SS "Joseph K. Toole"                                           | Joseph K. Toole               | standardowy   | 17 lipca 1943    | 8 sierpnia 1943      | sprzedany w prywatne ręce w 1947, złomowany w 1965                                                             |
| 1724     | SS "Jeremiah M. Daily"                                         | Jeremiah M. Daily             | standardowy   | 18 lipca 1943    | 9 sierpnia 1943      | trafiony przez kamikaze w pobliżu Leyte w 1944, naprawiony, sprzedany w prywatne ręce w 1947, złomowany w 1962 |
| 1725     | SS "Mary Patten"                                               | Mary Patten                   | standardowy   | 21 lipca 1943    | 11 sierpnia 1943     | przekazany USN jako "Azimech" AK-124), złomowany w 1972                                                        |
| 1726     | SS "Hiram Bingham"                                             | Hiram Bingham                 | standardowy   | 22 lipca 1943    | 13 sierpnia 1943     | sprzedany w prywatne ręce w 1947, złomowany w 1969                                                             |
| 1727     | SS "William D. Burnham"                                        | William D. Burnham            | standardowy   | 24 lipca 1943    | 14 sierpnia 1943     | wszedł na minę w kanale La Manche w 1944, naprawiony, złomowany w 1948                                         |
| 1728     | SS "Antoine Saugrain"                                          | Antoine Saugrain              | standardowy   | 26 lipca 1943    | 15 sierpnia 1943     | storpedowany z powietrza w zatoce Leyte i zniszczony w 1944                                                    |
| 1729     | SS "Stephen W. Kearny"                                         | Stephen W. Kearny             | standardowy   | 28 lipca 1943    | 19 sierpnia 1943     | złomowany w 1971                                                                                               |
| 1730     | SS "James Rowan"                                               | James Rowan                   | standardowy   | 30 lipca 1943    | 20 sierpnia 1943     | przekazany USN jako "Allioth" (AK-109), później AVS 4, złomowany w 1965                                        |
| 1731     | SS "Richard Moczkowski"                                        | Richard Moczkowski            | standardowy   | 31 lipca 1943    | 22 sierpnia 1943     | złomowany w 1966                                                                                               |
| 1732     | SS "Edward Sparrow"                                            | Edward Sparrow                | standardowy   | 2 maja 1943      | 6 czerwca 1943       | złomowany w 1973                                                                                               |
| 1733     | SS "John McDonogh"                                             | John McDonogh                 | standardowy   | 11 maja 1943     | 16 czerwca 1943      | sprzedany w prywatne ręce w 1951, złomowany w 1969                                                             |
| 1734     | SS "George W. Kendall"                                         | George W. Kendall             | tankowiec     | 19 maja 1943     | 10 lipca 1943        | sprzedany w prywatne ręce w 1949, złomowany w 1968                                                             |
| 1735     | SS "Mary Ashley Townsend"                                      | Mary Ashley Townsend          | tankowiec     | 3 czerwca 1943   | 25 lipca 1943        | sprzedany w prywatne ręce w 1948, złomowany w 1968                                                             |
| 1736     | SS "Andrew Marschalk"                                          | Andrew Marschalk              | tankowiec     | 9 czerwca 1943   | 7 sierpnia 1943      | sprzedany w prywatne ręce w 1950, złomowany w 1974                                                             |
| 1737     | SS "John Stagg"                                                | John Stagg                    | tankowiec     | 18 maja 1943     | 7 lipca 1943         | sprzedany w prywatne ręce w 1947, złomowany w 1968                                                             |
| 1738     | SS "Jacob Thompson"                                            | Jacob Thompson                | tankowiec     | 7 czerwca 1943   | 5 sierpnia 1943      | sprzedany w prywatne ręce w 1950, złomowany w 1968                                                             |
| 1739     | SS "Tobias E. Stansbury"                                       | Tobias E. Stansbury           | tankowiec     | 25 maja 1943     | 14 lipca 1943        | sprzedany w prywatne ręce w 1948, zadeklarowany jako zniszczony w 1967                                         |
| 1740     | SS "Lafcadio Hearn"                                            | Lafcadio Hearn                | tankowiec     | 7 czerwca 1943   | 31 lipca 1943        | sprzedany w prywatne ręce w 1948, złomowany w 1969                                                             |
| 1741     | SS "David Holmes"                                              | David Holmes                  | tankowiec     | 17 czerwca 1943  | 14 sierpnia 1943     | sprzedany w prywatne ręce w 1949, złomowany w 1967                                                             |
| 1742     | SS "William E. Pendleton"                                      | William E. Pendleton          | tankowiec     | 11 lipca 1943    | 1 września 1943      | sprzedany w prywatne ręce w 1948, uznany za zniszczony w 1969                                                  |
| 1743     | SS "Irwin Russell"                                             | Irwin Russell                 | tankowiec     | 26 lipca 1943    | 16 września 1943     | sprzedany w prywatne ręce w 1947, złomowany w 1962                                                             |
| 1744     | SS "Henry L. Ellsworth"                                        | Henry L. Ellsworth            | tankowiec     | 15 lipca 1943    | 2 września 1943      | sprzedany w prywatne ręce w 1950, złomowany w 1968                                                             |
| 1745     | SS "Reginald A. Fessenden"                                     | Reginald A. Fessenden         | tankowiec     | 8 lipca 1943     | 26 sierpnia 1943     | sprzedany w prywatne ręce w 1948, zadeklarowany jako zniszczony w 1964                                         |
| 1746     | SS "William Crompton"                                          | William Crompton              | tankowiec     | 6 sierpnia 1943  | 23 września 1943     | sprzedany w prywatne ręce w 1948, złomowany w 1969                                                             |
| 1747     | SS "Juan de Fuca"                                              | Juan de Fuca                  | standardowy   |                  |                      | budowę przerwano                                                                                               |
| 1748     | SS "Francisco Coronado"                                        | Francisco Vasquez de Coronado | standardowy   |                  |                      | budowę przerwano                                                                                               |
| 1749     | SS "John Cabot"                                                | John Cabot                    | standardowy   |                  |                      | budowę przerwano                                                                                               |
| 1750     | SS "Moses Cleaveland"                                          | Moses Cleaveland              | standardowy   |                  |                      | budowę przerwano                                                                                               |
| 1751     | SS "Joseph Henry"                                              | Joseph Henry                  | standardowy   |                  |                      | budowę przerwano                                                                                               |
| 1752     | SS "Laura Keene"                                               | Laura Keene                   | standardowy   |                  |                      | budowę przerwano                                                                                               |
| 1753     | SS "Walter Reed"                                               | Walter Reed                   | standardowy   |                  |                      | budowę przerwano                                                                                               |
| 1754     | SS "Russell A. Alger"                                          | Russell A. Alger              | standardowy   |                  |                      | budowę przerwano                                                                                               |
| 1755     | SS "Edwin L. Drake"                                            | Edwin L. Drake                | standardowy   | 26 czerwca 1943  | 31 lipca 1943        | sprzedany w prywatne ręce w 1947, zatonął w 1964                                                               |
| 1756     | SS "Thomas U. Walter"                                          | Thomas U. Walter              | standardowy   | 28 czerwca 1943  | 25 lipca 1943        | złomowany w 1966                                                                                               |
| 1757     | SS "Thorstein Veblen"                                          | Thorstein Veblen              | standardowy   | 29 czerwca 1943  | 28 lipca 1943        | złomowany w 1965                                                                                               |
| 1758     | SS "John T. Holt"                                              | John T. Holt                  | standardowy   | 30 czerwca 1943  | 29 lipca 1943        | złomowany w 1962                                                                                               |
| 1759     | SS "Arunah S. Abell"                                           | Arunah S. Abell               | standardowy   | 4 lipca 1943     | 3 sierpnia 1943      | złomowany w 1961                                                                                               |
| 1760     | SS "Joshua Thomas"                                             | Joshua Thomas                 | standardowy   | 10 lipca 1943    | 5 sierpnia 1943      | zatopiony aby stworzyć sztuczną rafę w pobliżu South Padre Island TX 1975                                      |
| 1761     | SS "William S. Thayer"                                         | William S. Thayer             | standardowy   | 12 lipca 1943    | 11 sierpnia 1943     | storpedowany i zatopiony w pobliżu Bear Island w 1944                                                          |
| 1762     | Oryginalna: SS "David Devries" Lend-Lease: SS "Samwater"       | David Devries                 | standardowy   | 12 lipca 1943    | 9 sierpnia 1943      | spłonął i zatonął w 1947                                                                                       |
| 1763     | Oryginalna: SS "Henry Van Dyke" Lend-Lease: SS "Samhain"       | Henry van Dyke                | standardowy   | 15 lipca 1943    | 13 sierpnia 1943     | sprzedany w prywatne ręce w 1947, złomowany w 1971                                                             |
| 1764     | SS "James M. Gillis"                                           | James M. Gillis               | standardowy   | 16 lipca 1943    | 10 sierpnia 1943     | złomowany w 1962                                                                                               |
| 1765     | Oryginalna: SS "Lionel Copley" Lend-Lease: SS "Sambrake"       | Lionel Copley                 | standardowy   | 16 lipca 1943    | 12 sierpnia 1943     | sprzedany w prywatne ręce w 1947, złomowany w 1972                                                             |
| 1766     | Oryginalna: SS "Matthew Brush" Lend-Lease: SS "Samoa"          | Matthew Brush                 | standardowy   | 18 lipca 1943    | 14 sierpnia 1943     | sprzedany w prywatne ręce w 1947, złomowany w 1971                                                             |
| 1767     | Oryginalna: SS "Holland Thompson" Lend-Lease: SS "Samite"      | Holland Thompson              | standardowy   | 22 lipca 1943    | 18 sierpnia 1943     | złomowany w 1963                                                                                               |
| 1768     | SS "John W. Garrett"                                           | John W. Garrett               | standardowy   | 23 lipca 1943    | 19 sierpnia 1943     | sprzedany w prywatne ręce w 1947, złomowany w 1967                                                             |
| 1769     | Oryginalna: SS "Peter Cooper" Lend-Lease: SS "Samarkand"       | Peter Cooper                  | standardowy   | 24 lipca 1943    | 25 sierpnia 1943     | sprzedany w prywatne ręce w 1947, złomowany w 1971                                                             |
| 1770     | Oryginalna: SS "Tench Tilghman" Lend-Lease: SS "Samos"         | Tench Tilghman                | standardowy   | 25 lipca 1943    | 21 sierpnia 1943     | sprzedany w prywatne ręce w 1947, złomowany w 1968                                                             |
| 1771     | Oryginalna: SS "James Blair" Lend-Lease: SS "Samarina"         | James Blair                   | standardowy   | 28 lipca 1943    | 26 sierpnia 1943     | sprzedany w prywatne ręce w 1947, spalony i złomowany w 1965                                                   |
| 1772     | Oryginalna: SS "Emma Lazarus" Lend-Lease: SS "Samara"          | Emma Lazarus                  | standardowy   | 28 lipca 1943    | 22 sierpnia 1943     | sprzedany w prywatne ręce w 1947, rozbity i złomowany w 1970                                                   |
| 1773     | Oryginalna: SS "Charles C. Long" Lend-Lease: SS "Samur"        | Charles C. Long               | standardowy   | 29 lipca 1943    | 24 sierpnia 1943     | złomowany w 1966                                                                                               |
| 1774     | Oryginalna: SS "William Smallwood" Lend-Lease: SS "Sampa"      | William Smallwood             | standardowy   | 31 lipca 1943    | 28 sierpnia 1943     | wszedł na minę i zatonął w pobliżu Ostendy w 1945                                                              |
| 1775     | Oryginalna: SS "James T. Earle" Lend-Lease: SS "Samajae"       | James T. Earle                | standardowy   | 3 sierpnia 1943  | 31 sierpnia 1943     | sprzedany w prywatne ręce w 1947, ostrzelany w Suezie w 1967, rozbity i złomowany w 1968                       |
| 1776     | Oryginalna: SS "John H. Hatton" Lend-Lease: SS "Samora"        | John H. Hatton                | standardowy   | 5 sierpnia 1943  | 30 sierpnia 1943     | złomowany w 1966                                                                                               |
| 1777     | Oryginalna: SS "Orville P. Taylor" Lend-Lease: SS "Samothrace" | Orville P. Taylor             | standardowy   | 9 sierpnia 1943  | 3 września 1943      | sprzedany w prywatne ręce w 1947, złomowany w 1967                                                             |
| 1778     | SS "Marie M. Meloney"                                          | Marie M. Meloney              | standardowy   | 10 sierpnia 1943 | 4 września 1943      | złomowany w 1969                                                                                               |
| 1779     | SS "Arthur P. Gorman"                                          | Arthur P. Gorman              | standardowy   | 11 sierpnia 1943 | 12 września 1943     | przekazany USN jako "Tutuila" (ARG 4), przekazany Tajwanowi w 1972 jako "Pien Tai"                             |
| 1780     | SS "Heywood Broun"                                             | Heywood Broun                 | standardowy   | 12 sierpnia 1943 | 6 września 1943      | sprzedany w prywatne ręce w 1947, złomowany w 1969                                                             |
| 1781     | SS "Philip F. Thomas"                                          | Philip F. Thomas              | standardowy   | 13 sierpnia 1943 | 7 września 1943      | sprzedany w prywatne ręce w 1947, zatonął w 1956                                                               |
| 1782     | SS "Caleb C. Wheeler"                                          | Caleb C. Wheeler              | standardowy   | 14 sierpnia 1943 | 9 września 1943      | przekazany USN jako "Oahu" (ARG 5), złomowany w 1979                                                           |
| 1783     | SS "Hawkins Fudske"                                            | Hawkins Fudske                | standardowy   | 18 sierpnia 1943 | 11 września 1943     | złomowany w 1969                                                                                               |
| 1784     | SS "Henry Lomb"                                                | Henry Lomb                    | standardowy   | 19 sierpnia 1943 | 13 września 1943     | sprzedany w prywatne ręce w 1947, po kolizji wyrzucony na płyciznę w 1952, złomowany w 1955                    |
| 1785     | SS "George Uhler"                                              | George Uhler                  | standardowy   | 21 sierpnia 1943 | 16 września 1943     | sprzedany w prywatne ręce w 1947, spłonął i został złomowany w 1960                                            |
| 1786     | SS "Patrick C. Boyle"                                          | Patrick C. Boyle              | standardowy   | 22 sierpnia 1943 | 15 września 1943     | złomowany w 1960                                                                                               |
| 1787     | SS "Margaret Brent"                                            | Margaret Brent                | standardowy   | 24 sierpnia 1943 | 18 września 1943     | sprzedany w prywatne ręce w 1947, przerobiony na pływający magazyn w 1967                                      |
| 1788     | SS "Ben F. Dixon"                                              | Ben F. Dixon                  | standardowy   | 25 sierpnia 1943 | 21 września 1943     | sprzedany w prywatne ręce w 1947, złomowany w 1963                                                             |
| 1789     | SS "Francis Vigo"                                              | Francis Vigo                  | standardowy   | 26 sierpnia 1943 | 19 września 1943     | złomowany w 1962                                                                                               |
| 1790     | Oryginalna: SS "John J. McGraw" Lend-Lease: SS "Samariz"       | John J. McGraw                | standardowy   | 28 sierpnia 1943 | 22 września 1943     | sprzedany w prywatne ręce w 1947, złomowany w 1968                                                             |
| 1791     | Oryginalna: SS "Adolph S. Ochs" Lend-Lease: SS "Samwyo"        | Adolph S. Ochs                | standardowy   | 30 sierpnia 1943 | 23 września 1943     | sprzedany w prywatne ręce w 1947, złomowany w 1968                                                             |
| 1792     | Oryginalna: SS "Nikola Tesla" Lend-Lease: SS "Samkansa"        | Nikola Tesla                  | standardowy   | 31 sierpnia 1943 | 25 września 1943     | sprzedany w prywatne ręce w 1947, złomowany w 1970                                                             |
| 1793     | Oryginalna: SS "Franz Boas" Lend-Lease: SS "Sammex"            | Franz Boas                    | standardowy   | 3 września 1943  | 26 września 1943     | sprzedany w prywatne ręce w 1947, rozbity i złomowany w 1959                                                   |
| 1794     | Oryginalna: SS "John Russell Pope" Lend-Lease: SS "Samdak"     | John Russell Pope             | standardowy   | 4 września 1943  | 27 września 1943     | sprzedany w prywatne ręce w 1947, złomowany w 1973                                                             |
| 1795     | SS "Horace Bushnell"                                           | Horace Bushnell               | standardowy   | 5 września 1943  | 28 września 1943     | storpedowany w pobliżu Kilden Light w 1945, naprawiony i przebudowany, złomowany w 1978                        |
| 1796     | SS "Joyce Kilmer"                                              | Joyce Kilmer                  | standardowy   | 7 września 1943  | 1 października 1943  | złomowany w 1968                                                                                               |
| 1797     | SS "W.R. Grace"                                                | W.R. Grace                    | standardowy   | 9 września 1943  | 4 października 1943  | złomowany w 1966                                                                                               |
| 1798     | Oryginalna: SS "Jesse De Forest" Lend-Lease: SS "Samuta"       | Jesse De Forest               | standardowy   | 11 września 1943 | 3 października 1943  | sprzedany w prywatne ręce w 1947, rozbity i opuszczony w 1953                                                  |
| 1799     | Oryginalna: SS "Lyon G. Tyler" Lend-Lease: SS "Samnebra"       | Lyon G. Tyler                 | standardowy   | 12 września 1943 | 10 października 1943 | sprzedany w prywatne ręce w 1947, złomowany w 1963                                                             |
| 1800     | Oryginalna: SS "Adolph Lewisohn" Lend-Lease: SS "Samota"       | Adolph Lewisohn               | standardowy   | 13 września 1943 | 6 października 1943  | sprzedany w prywatne ręce w 1947, złomowany w 1971                                                             |